# ولادیمیر شوکو
ولادیمیر شوکو (روسی: Влади́мир Алексе́евич Щуко́؛ IPA: [ɕ:ʉˈko]; ۱۷ اکتبر ۱۸۷۸ – ۱۹ ژانویهٔ ۱۹۳۹) معمار اهل امپراتوری روسیه و عضو مکتب احیای نئوکلاسیک روسیه در سن پترزبورگ بود. او برای ساخت آپارتمان‌ها به شیوه غول‌پیکر که همه خصوصیات هنر نو را رد می‌کرد، شناخته می‌شود. پس از انقلاب روسیه در ۱۹۱۷ میلادی، به تدریج به ایده‌های معماری مدرن نزدیک شد و به همراه ولادیمیر گلفریک برداشت خودش از نوکلاسیسیسم مدرن را گسترش داد. شوکو و گلفریک دوره پیش از جنگ معماری استالینیستی موفق بودند و در پروژه‌های بزرگی نظیر کتابخانه ایالتی روسیه، ایستگاه‌های متروی مسکو و مشارکت در پروژه ساخته‌نشده کاخ شوراها فعالیت می‌کردند. شوکو همچنین طراح صحنه قابلی بود و صحنهٔ ۴۳ تئاتر و اپرا را طراحی کرد.